# Ideograma

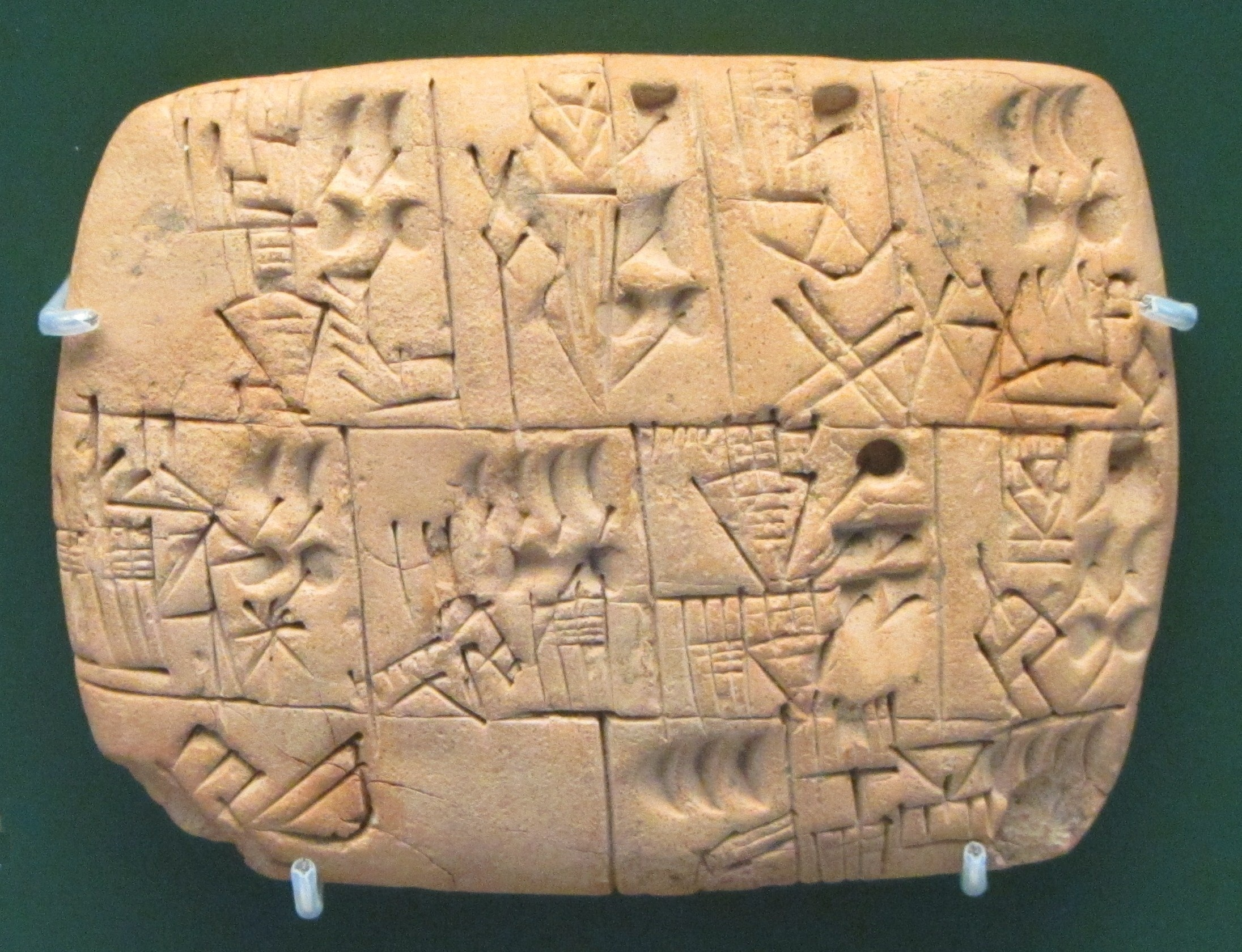
Tablilla escrita en escritura cuneiforme con ideogramas que registran las raciones diarias de cerveza para los trabajadores. 3300-3000 a. C. British Museum.

Símbolo del reciclaje, ideograma que representa el concepto de reciclado.

Un ideograma es un signo esquemático no lingüístico que representa globalmente conceptos o mensajes simples. Por ejemplo, las señales de tráfico o los símbolos matemáticos. Se caracterizan por su universalidad, su economía y la rapidez con que se verifica su percepción.
El concepto de ideograma representa un ser o una idea directamente sin necesidad de transcribir palabras o frases que lo expliquen. En la escritura de ciertas lenguas, además, el ideograma simboliza una palabra o lexema, pero no describe cada una de sus sílabas o fonemas, porque no son logogramas. Resulta así que, por ejemplo, el pueblo chino puede leer textos ideográmicos escritos en chino antiguo hace miles de años sin saber cómo se pronunciaban entonces las palabras correspondientes.
Se distingue de un pictograma en que ha perdido en parte o completamente su carácter icónico o figurativo: se trata de signos más elaborados y esquemáticos que los pictogramas, en camino de transformarse propiamente en símbolos; podría decirse que son pictogramas resumidos. 
Se presenta aislado o constituyendo conjuntos en escrituras ideográmicas homogéneas, o de forma mixta, mezclados con otros tipos de signos auxiliares (logogramas, fonogramas, pictogramas) en determinados sistemas de escritura o en diagramas o infogramas (por ejemplo, el mapa del metro).
Como ejemplos de sistemas de escritura donde hay una fuerte presencia de ideogramas pueden citarse el sistema nsibidi (una alternativa de escritura muy popular en el sur de Nigeria), y los sistemas de escritura del japonés y del chino. Además se usaron en el pasado para el antiguo idioma egipcio y los idiomas mayas, en sus sistemas de escritura jeroglífica.
En la actualidad, los ideogramas adquieren especial relevancia en países como Japón, donde desde 1995 se suele organizar un concurso nacional de carácter anual para identificar al kanji (ideograma japonés) más popular del año. El ideograma más votado de 2011 resultó ser el de kizuna (entendido como ‘vínculo’); detrás quedaron los ideogramas de sai (‘desgracia’), shin (‘terremoto’), nami (‘ola’) y jo (‘ayuda’). En 2010, como consecuencia de la ola de calor que afectó al país asiático, el kanji ganador resultó ser el ideograma que representa a sho (‘calor’).
En el resto del mundo, los ideogramas son utilizados con frecuencia por motivos artísticos, ya que se los aplica a objetos decorativos para embellecerlos (jarrones, marcos, alfombras, etc.) o como diseños originales para tatuajes. 
Las escrituras puramente ideográmicas son raras, siendo lo más común que los ideogramas se combinen con algún tipo de logogramas, que no representan directamente ideas o conceptos. Las escrituras que usan algunos ideogramas como la jeroglífica egipcia, la sumeria o la china, rápidamente empezaron a usar el mismo signo para grupos de ideas semánticamente relacionadas o para palabras con un sonido similar, pero para las cuales era más difícil crear un pictograma realista del concepto. Eso hizo que muchas de estas escrituras evolucionaran hacia principios de representación mixtos que dejaban de ser estrictamente ideográmicos. Los ideogramas suelen formarse por la combinación de pictogramas, caracteres que indican una idea mediante su representación gráfica. Ambos tipos de símbolos están muy ligados históricamente, aunque los ideogramas son posteriores. 
En ciertas escrituras, como la china, la japonesa, en su momento la náhuatl o la nsibidi, determinados símbolos representan palabras o ideas completas.
Por ejemplo, en la escritura china el pictograma 人 (transcrito rén en mandarín estándar) significa persona y es una representación esquematizada del perfil de un hombre que anda. Basándose en esto, el ideograma 囚 (qiú) representa a una persona dentro de un recuadro, y significa «prisionero». Otros ejemplos del mismo idioma son 木 (mù), que significa árbol, ya que representa la forma de uno, y 林 (lín) donde se dibujan dos árboles, que representa «bosque».
Las combinaciones de ideogramas para transmitir mensajes más elaborados y complejos suelen denominarse diagramas. Pero si un diagrama se combina con logogramas o, gracias a los medios electrónicos, se vuelve dinámico e interactivo, se puede hablar ya no de diagrama, sino de infografía.